# Antônio Muniz Fernandes
Antônio Muniz Fernandes OCarm (* 11. August 1952 in Princesa Isabel) ist ein brasilianischer Ordensgeistlicher und römisch-katholischer Erzbischof von Maceió.

Wappen von Antônio Muniz Fernandes.

## Leben
Antônio Muniz Fernandes trat der Ordensgemeinschaft der Karmeliten bei, legte am 20. Februar 1976 die Profess ab und empfing am 24. Mai 1980 die Priesterweihe.
Papst Johannes Paul II. ernannte ihn am 4. Februar 1998 zum Bischof von Guarabira. Der Erzbischof von Paraíba, Marcelo Pinto Carvalheira, spendete ihm am 24. Mai desselben Jahres die Bischofsweihe; Mitkonsekratoren waren José Cardoso Sobrinho OCarm, Erzbischof von Olinda e Recife, und Paulo Cardoso da Silva OCarm, Bischof von Petrolina. Als Wahlspruch wählte er ERIT VESTER SERVUS.
Am 22. November 2006 ernannte ihn Papst Benedikt XVI. zum Erzbischof von Maceió. Die Amtseinführung fand am 4. Februar des nächsten Jahres statt.